# Teatro de Tórico

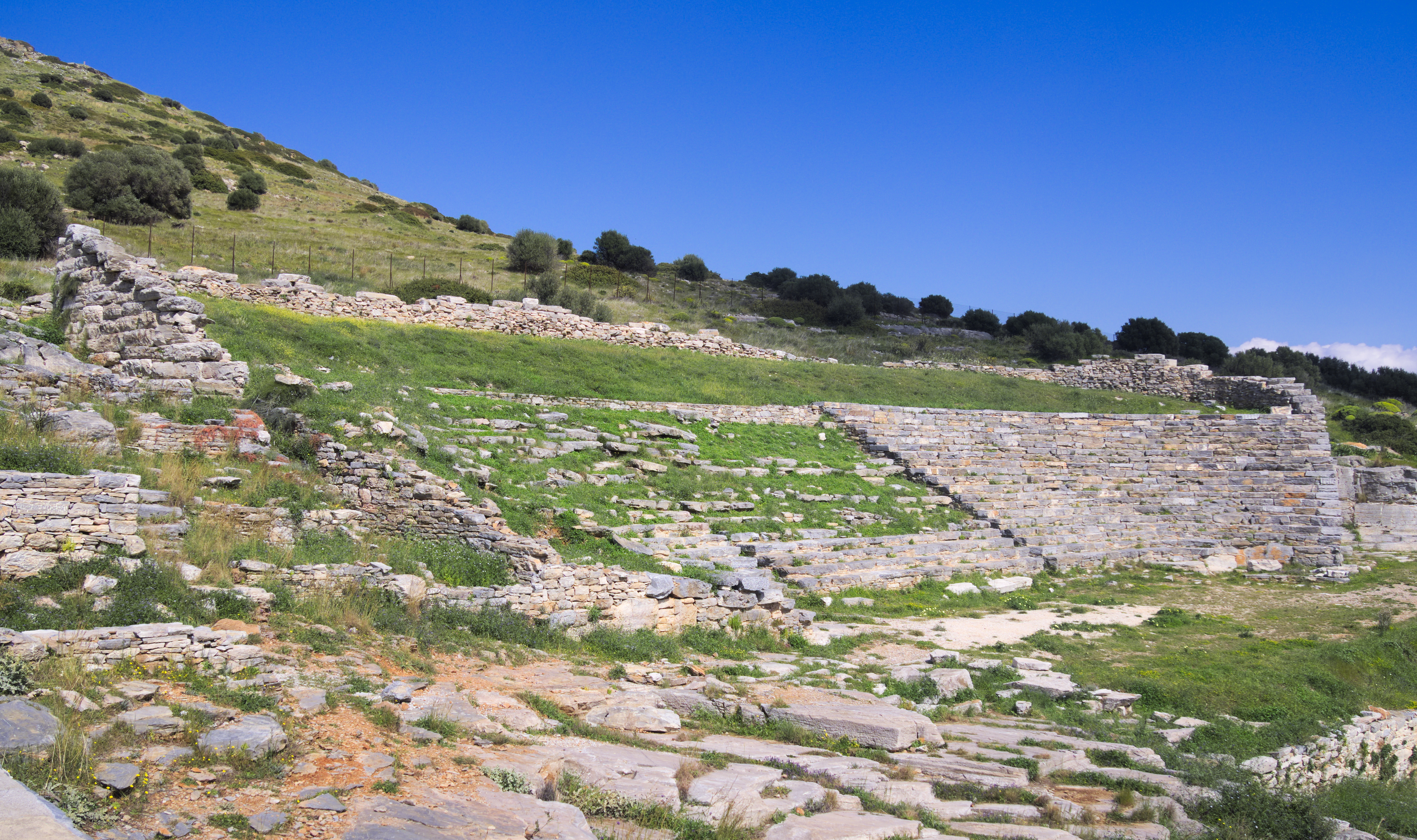
El Teatro de Tórico

El teatro de Tórico (en griego: Αρχαίο Θέατρο Θορικού), situado al norte de Lavrio, era un antiguo teatro griego en la demo de Tórico, en Ática, Grecia. Es uno de los teatros griegos más antiguos conocidos y fue construido alrededor del 525-480 a. C. El teatro es inusual en su diseño, ya que es elíptico en lugar del típico semicírculo.

## Historia

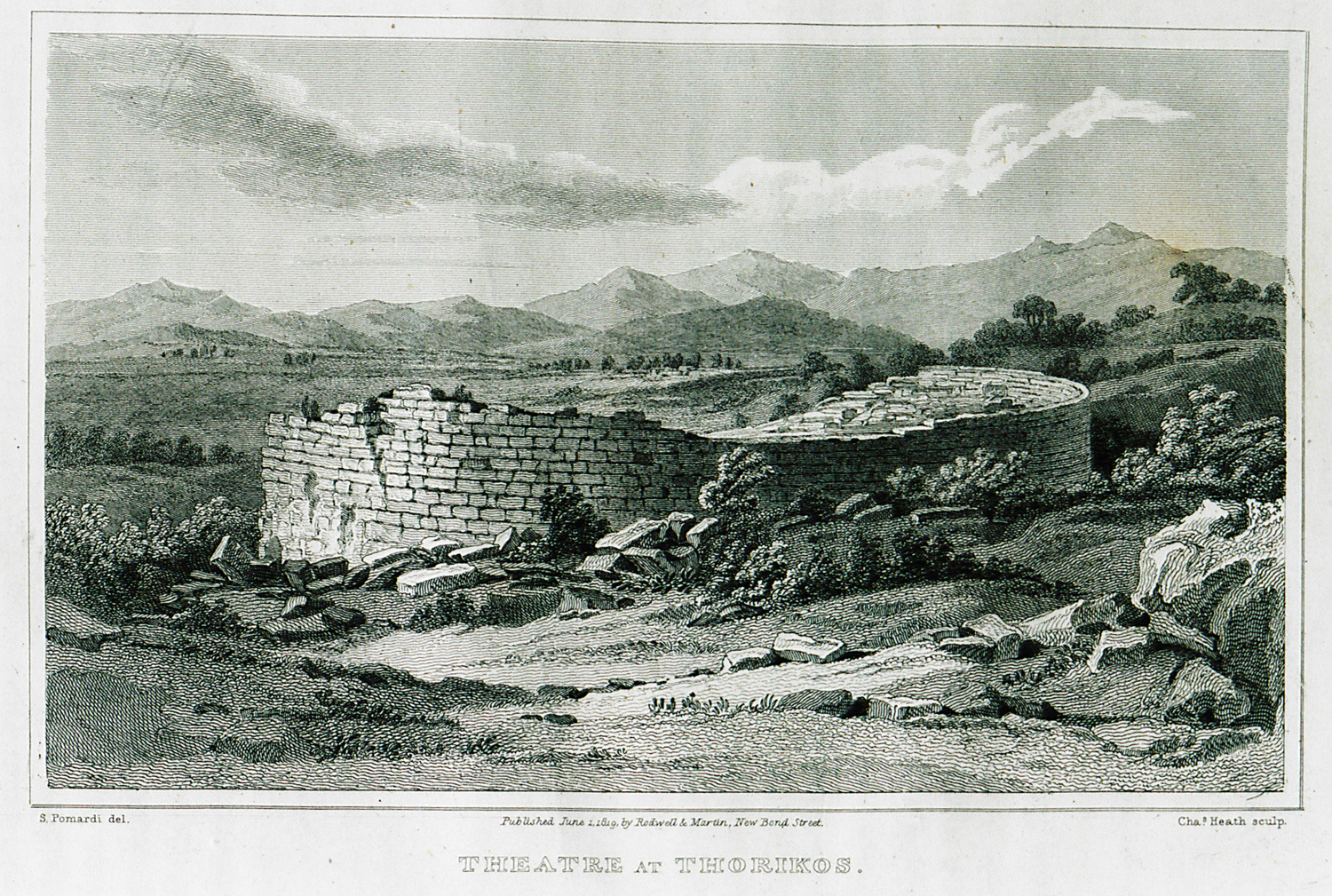
Teatro de Tórico en 1819

El teatro de Tórico fue construido en varias etapas. La primera fase de construcción se remonta al final del período arcaico, alrededor del 525-480 a. C. El teatro puede considerarse una construcción griega muy temprana.

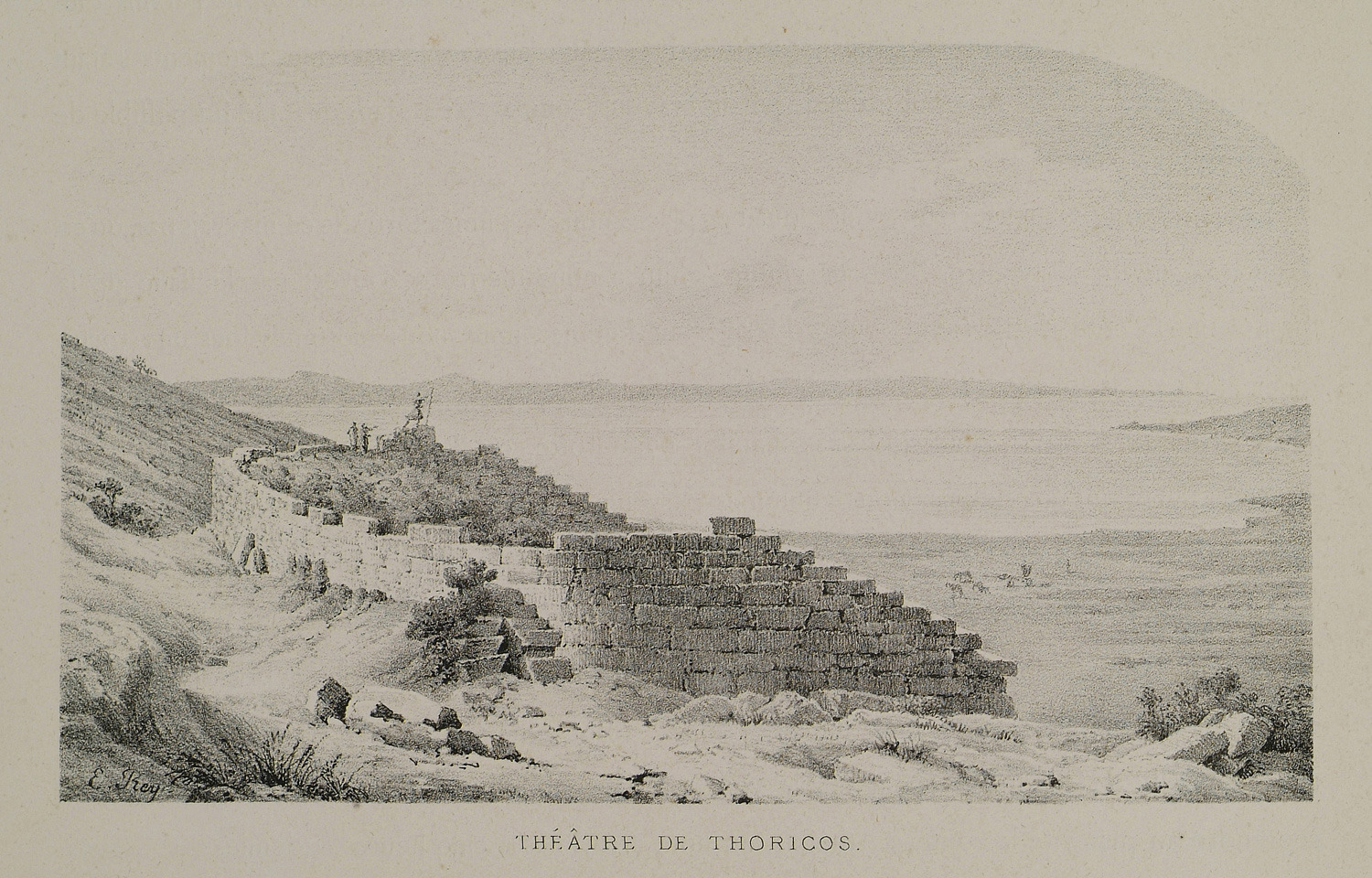
Teatro de Tórico en la década de 1840

La forma especial del teatro fue explicada previamente por el hecho de que habría sido construido en su totalidad cuando la forma de los teatros aún no estaba establecida. Más recientemente, se considera que la forma se explica por el hecho de que se han hecho expansiones a la tribuna del teatro en etapas sobre la parte más antigua después de su construcción. El teatro se alargó cuando fue ampliado en el período clásico del siglo IV a. C., y se hicieron cambios a mediados de ese proceso, tan temprano como el 300 a. C..

## Estructura

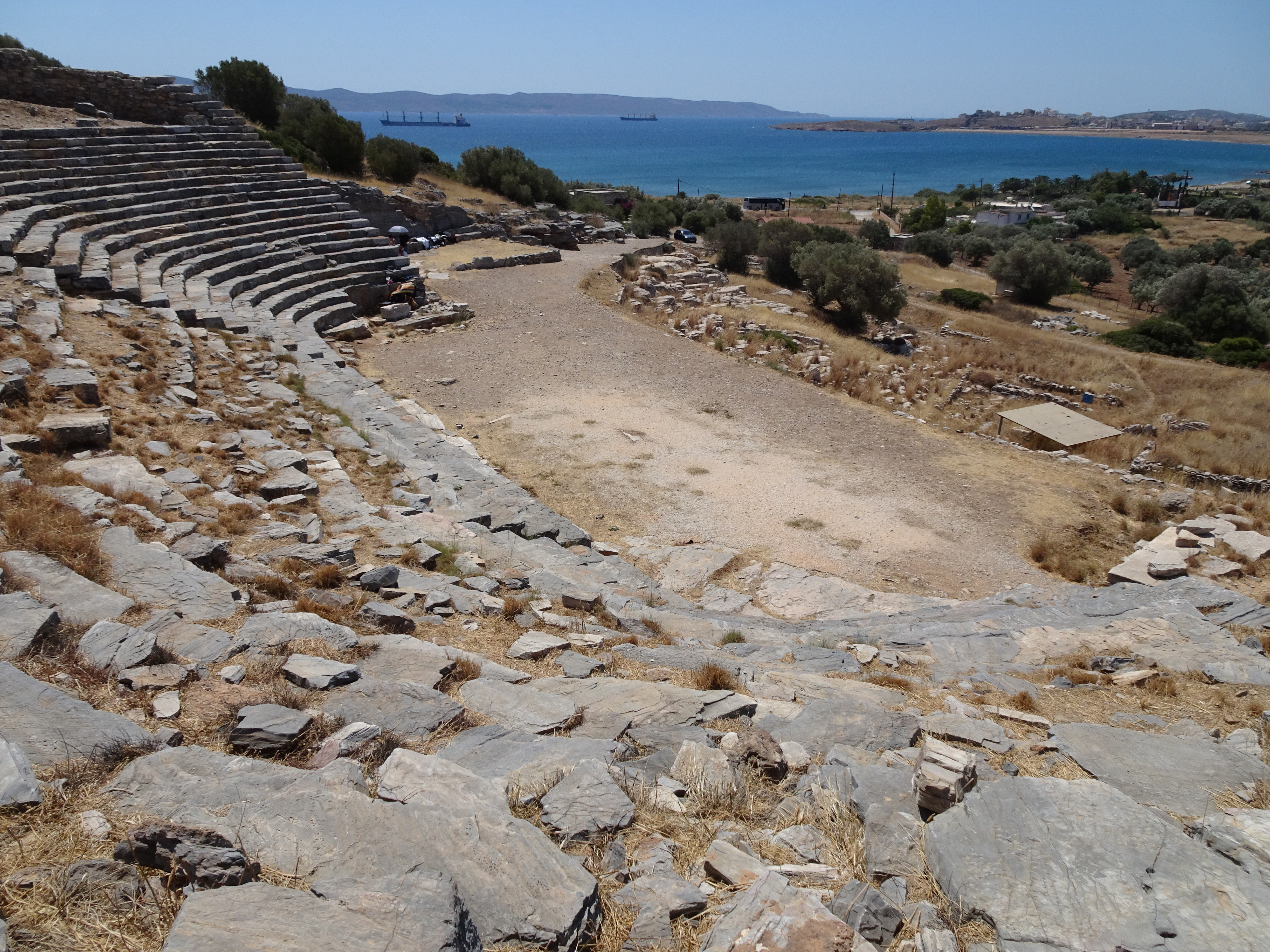
Vista del teatro desde lo alto de la cávea, con su peculiar orchestra elíptica.

Las ruinas del teatro se encuentran en la ladera sur del cerro conocido hoy como Velatoúri. La tribuna del teatro es alargada en el medio y curvada en ambos extremos. Se abre al suroeste y su anchura es de unos 55 metros. La orquesta del teatro tiene forma ovalada y mide aproximadamente 16 × 30 metros o unos 443 metros cuadrados.